# Netværksadministrator
En netværksadministrator vil typisk stå for konfiguration og administration af virksomhedens computernetværk.
| Job | Spire Denne artikel om et job eller en stillingsbetegnelse er en spire som bør udbygges. Du er velkommen til at hjælpe Wikipedia ved at udvide den. |